# Letovirinae
Letovirinae je poddružina Coronaviridae. Sadrži jedan rod i jedan podrod. Trenutno u poddružini postoji samo jedna vrsta, Microhyla letovirus 1.